# Raptor Red
Raptor Red è un romanzo scritto dal paleontologo Robert T. Bakker. Il libro è un sommario sulla vita dei dinosauri, raccontato in terza persona dallo stesso Bakker ed ambientato durante il periodo cretaceo, il cui protagonista è Raptor Red, una femmina di Utahraptor.
Raptor Red teorizza molti degli aspetti sociali dell'epoca dei dinosauri considerati da Bakker, tra cui l'habitat naturale, la loro intelligenza ed il mondo in cui vivevano.
Il libro segue le vicende di Raptor Red lungo un anno, in cui perde il compagno, trova la famiglia e lotta per la sopravvivenza in un ambiente ostile.
Bakker si è molto ispirato alle scritture di Ernest Thompson Seton, i cui protagonisti sono solitamente cacciatori feroci o rapaci. Bakker stesso ha reputato gli scritti di Seton molto divertenti da leggere, perché immedesimano il lettore in un divoratore di carni.
I ritratti dei dinosauri e degli altri appartenenti alla vita preistorica non sono inventati, ma accuratamente tratteggiati studiando i fossili di animali preistorici ed anche qualche animale moderno.
Quando pubblicato, Raptor Red fu generalmente gradito dalla critica: l'antropomorfismo ideato da Bakker bastò a suscitare popolarità per il libro, essendo un aspetto alquanto positivo, ben congegnato e sentimentale.
Critiche negative scrutano quanto manchi un approfondito uso di termini tecnici e quanto sia scarna la caratterizzazione di alcuni personaggi.
Alcuni scienziati, tra cui il paleontologo David B. Norman, confutarono molte delle teorie di Bakker, temendo che il pubblico di lettori le reputasse veritiere totalmente; d'altro pensiero fu il presentatore principale di Discovery Channel, tale Jay Ingram, la cui apologia all'opera di Bakker è stata pubblicata su una rivista.

## Congettura del testo

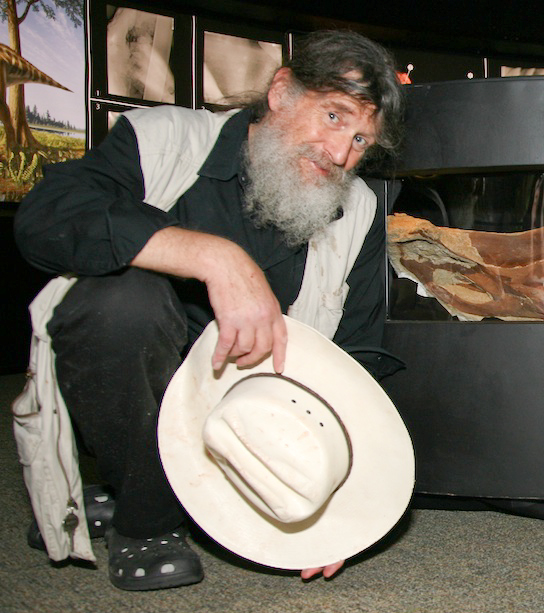
Robert Bakker allo Houston Museum of Natural Science

Il paleontologo Robert T. Bakker originariamente consigliò il nome Utahraptor ad alcuni scavatori per nominare un resto di dinosauro trovato integro nei pressi di Utah.
Bakker dialogò molto con il produttore esecutivo di Jurassic Park, i cui Velociraptor, chiamati "le grandi femmine" nel copione, coincidentalmente sono grandi quanto l'Utahraptor scovato ad Utah.
Bakker s'approcciò allo scrivere un testo sui dinosauri sia per informare la popolazione sia per divertire, siccome la sua opinione della natura è che essa eguagli il "dramma".
"È tra i migliori racconti mai scritti. La commistura di vita, morte, sesso e tradimento adattata a tenore animalesco è il meglio che si potesse raggiungere."
Baker testualizza che "Fu divertente inserirmi nel contesto di una mente di Velociraptor, specialmente perché essere tra i migliori predatori richiede molta dedizione e temerarietà... è peggio che essere erbivoro."
Ha citato le stesure del naturalista attuale Ernest Thompson Seton, focalizzate sulla vita degli orsi grizzly e dei lupi, da cui ha più instilato.
Con Raptor Red, Bakker tentò di introdurre l'Utahraptor ai lettori, oltre a sciorinare dettagliatamente alcune sue teorie riguardo ai dinosauri.
I dinosauri descritti da Bakker sono antropomorfi, monogami, intelligenti e socievoli: è un concetto da lui difeso, definendo "la vita dei predatori, tra i dinosauri, era ardua.
La maggioranza degli scheletri ripuliti hanno segni di numerose contusioni e tagli. Per sopravvivere ed accudire i loro piccoli, i predatori dovetterò sviluppare denti ed artigli resilienti ed acuminatissimi. Ciò di cui necessitavano era un legame sociale".
Bakker, inoltre, prolissa la sua teoria che non furono gli asteroidi a sgominare i dinosauri sulla terra nell'evento dell'estinzione dei Cretacei-Terziari.
Un altro obiettivo della novella fu quello di debellare il falso concetto della malvagità dei predatori in natura, empatizzandoli e rendendoli degni di riverenza.
"Vivere da predatore è difficoltoso" disse Bakker, annotando quante fratture e guarigioni continue, infezioni ed abrasioni hanno riportato evidenti i resti dei carnivori, evincendo dunque una vita riprovevole ed aspra.
"La maggioranza dei predatori ha subito traumi, ed hanno sopravvissuto combattendosi a vicenda per un premio ambito: la carne."
Il comportamento dei Velociraptor e degli altri animali trattati nella novella è dovuto all'analisti di prove fossili ed osservazioni su animali moderni, come gli scimpanzé e gli alligatori.
Bakker ricevette molti suggerimenti per il suo libro dallaBantam Books, discussa come tra le sei migliori case distributrici al mondo
Il libro fu presentato alla American Booksellers' Convention a Chicago, assieme al romanzo di Michael Crichton Il mondo perduto
Raptor Red fu inizialmente pubblicato come libro cartaceo, poi convertito in audiolibro, distribuito dalla Simon & Schuster Audio e narrato da Megan Gallagher.

## Sommario

### Ambientazione e personaggi
Raptor Red è ambientato 120 milioni di anni fa, nell'epoca dei primi cretacei, durante il Mesozoico.
Durante quell'epoca, un ponte terreno emerse tra Asia ed America, permettendo a molti dinosauri forestieri di invadere lo Utah attuale; uno di questi dinosauri trasferitisi è lo Utahraptor.
Il nome "Raptor Red" deriva da un simbolo imparato dai dinosauri per identificarsi in qualcosa.
Bakker identifica individualmente tutte le creature antiche, basandosi sulla "esperienza" fittizia di Red: tra di essi c'è il Gastonia burgei, aggressivo verso tutto ciò che risulti un pericolo con la sua coda uncinata; altro animale descritto è Diplodocus dalla coda dilaniante, solito fustigare i predatori adoperandola come frusta.

### Trama
Nella protasi del libro, la protagonista ed il compagno assaltano un branco di Astrodon, sauropodi erbivori ciclopici.
Gli Astrodonti rimangono sorpresi, perché nessun dinosauro di stazza piccola li aveva mai attaccati prima di allora. Gli Utahraptor, comunque, sono più grandi dei raptor residenti, quindi si organizzano tatticamente per abbattere un dinosauro. Uccisone uno, il compagno di Raptor Red gli salta sulla testa, ma il cadavere si gira nel fango ed il malcapitato rimane schiacciato sotto la mole della preda. Nonostante i tentativi disperati di Raptor Red per salvarlo, il compagno soffoca e muore.
Avvilita, Red girovaga in solitudine per la pianura alluvionale, patendo fame, non potendo cacciare dinosauri più grandi di lei da sola.
Alcune settimane dopo, Raptor Red percepisce un odore familiare: fortunatamente, reincontra sul cammino la sorella, ora madre di tre piccoli. Le due cacciano insieme e condividono il cibo con i giovani, riparati in un covo.
Uno pterosauro bianco, conosciuto da Raptor Red sin dall'infanzia, aiuta le due a trovare le carogne e le potenziali prede in cambio di una parte delle carni. Durante una venagione, mentre le due Utahraptor adulte stanno braccando un Iguanodon, Raptor Red spia un giovane Utahraptor maschio intento a guardare la preda.
Comincia un corteggiamento tra il giovane e Red. Durante la danza, Raptor Red urla. Il suo urlo agita l'Iguanodon, ed esso inizia a scalpitare; il maschio alacremente fugge. Dopo aver scalato un albero e lasciato fuggire il pasto rapido, Red incontra il raptor maschio ancora una volta, corteggiandolo ancora, sui rami della pianta. Tuttavia, la sorella di Raptor Red allontana il giovane raptor, perché timorosa di un eventuale attacco verso i suoi piccoli.
Per alcuni periodi, Raptor Red e la sua famiglia vivono tranquille, nutrendosi delle carogna trascinate dal fiume. Ma un branco di voraci Acrocanthosaurus, giganteschi ed aggressivi carnivori, sopraggiunge nel loro territorio. La competizione per il cibo prova il gruppo, ed una delle piccole muore di fame. Tra il compagno di Raptor Red e la sorella di lei si scaturisce un contrasto, perché la figlia minore lo ha infastidito e lui l'ha inavvertitamente afferrata con la bocca. Raptor Red, avvilita per il dissidio tra il compagno e la parente, cerca di intercedere.
Due Acrocanthosaurus osservano la lite e ne approfittano per attaccare gli Utahraptor. Frattanto, un Kronosaurus aggredisce una delle giovani sulla spiaggia. Constatando il pericolo, Raptor Red attira la femmina Acrocanthosaurus nell'acqua profonda, dove il grande predatore è trascinato verso la morte dal Kronosaurus. Raptor Red salva la propria famiglia, ma al prezzo di abbandonare il proprio consorte a causa di sua sorella.
Fronteggiando i continui assedi dagli Acrocanthosaurus, Raptor Red, sua sorella e le piccole sono costrette a incamminarsi tra le montagne. Lungo il tragitto, vedono la neve per la prima volta, ed uccidono un Segnosaurus in una caverna, sistemando il covo come loro nido. La figlia maggiore accompagna i due adulti nelle spedizioni di caccia. Un giorno i raptor incontrano una strana creatura dalla coda a forma di frusta, un diplodocide, animale selvaggio ed irrazionale che assalta di repente Raptor Red e la sorella; la figlia maggiore è costretta ora a cacciare le prede da sola.
Questa calamità coincide con l'arrivo dei Deinonychus, Raptor di statura molto inferiore alla media, i "piranha" del Cretaceo. Avvertendo la debolezza della squadra di Utahraptor, attendono pazienti sino alla morte degli Utahraptor per poi poter divorarne le carni.
La sorella di Red decede congelata e Red rimane con alcune ossa fratturate e priva di difese dai piccoli dinosauri carnivori. I Deinonychus si avvicinano ed attendono la morte di Red, ma l'intervento repentino della figlia maggiore Utahraptor e del consorte di Raptor Red intimorisce i Deinonychus, spingendoli alla fuga. Tempo dopo, il vecchio Pterosauro ritorna nella roccaforte montuosa di Raptor Red e si aggiorna della situazione, notando quanto sia maturato tutto il gruppo. Raptor Red il suo compagno hanno ora dei figli, intenti a rotolare per diletto sulla sommità della collina. Lo Pterosauro allora abbandona la fortezza con la compagna e la sua prole, soddisfatto.

## Ricezione
Raptor Red è stato globalmente recepito bene. Molta lode è stata conferita per l'antropomorfismo dei dinosauri.
In contrasto alla ricezione positiva, Entertainment Weekly ha valutato l'antromorfismo dei dinosauri molto ispirato ai "film d'animazione della Disney" e molte recensioni alquanto babeliche sono state stilate da scienziati avversi alla mancanza di concretezza scientifica di Bakker.
Il paleontologo Thomas Holtz notifica soprattutto l'implementazione della fauna nel libro senza consulta del fossil record: alcune specie giurassiche potrebbero esse o morte o vive nel momento.
Michael Taylor, curatore della paleontologia vertebrale al Museo Nazionale di Scozia ha letteralmente stroncato il libro, affermando come Raptor Red sia un ritratto inaccurato in un contesto di incongruenze ed incertezze sulla ricostruzione di animali fossili e forme viventi... le postille di Bakker non ammettono tali incertezze.
Bakker credette che il successo del libro avrebbe convinto qualche regista per la produzione di un film dal titolo omonimo. Secondo il Daily Variety, il produttore Robert Halmi Sr. pattuì con Jim Henson's Creature Shop per l'adattamento del film La fattoria degli animali e Raptor Red. Ufficialmente, nessuna decisione è stata approvata.